# Bob Welch

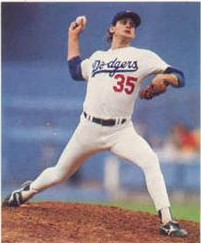
Imagem de Bob Welch.

Robert Lynn "Bob" Welch (3 de novembro de 1956 – 9 de junho de 2014) foi um arremessador profissional de beisebol americano. Ele jogou na Major League Baseball (MLB) pelos Los Angeles Dodgers (1978–87) e Oakland Athletics (1988–94). Antes de sua carreira profissional, ele estudou na Eastern Michigan University, onde jogou beisebol universitário para a equipe Eastern Michigan Hurons. Ele ajudou a levar os Hurons, treinados por Ron Oestrike, à College World Series de 1976, onde perderam para o Arizona na final.
Welch foi selecionado para o Jogo das Estrelas da MLB em duas ocasiões e ganhou o Prêmio Cy Young da Liga Americana como o melhor arremessador da liga em 1990. Ele foi tricampeão da World Series – duas vezes como jogador e uma vez como treinador.
Ele é o arremessador mais recente da MLB a conquistar pelo menos 25 vitórias em uma única temporada, alcançando 27 vitórias em 1990, o maior número de vitórias em uma única temporada desde 1968.

## Carreira
Bob Welch foi campeão da World Series 1989 jogando pelo Oakland Athletics, que está prosperando até hoje. Na série de partidas decisiva, sua equipe venceu o San Francisco Giants por 4 jogos a 0.

### Los Angeles Dodgers
Welch ganhou fama nacional com os Dodgers durante a temporada de 1978, quando, como um novato de 21 anos, ele eliminou Reggie Jackson do New York Yankees com dois jogadores na base e dois eliminados no topo da nona entrada do Jogo 2 da World Series de 1978.
Em 29 de maio de 1980, Welch arremessou uma partida de 3–0 com um único rebatida contra o Atlanta Braves, enfrentando o número mínimo de 27 rebatedores. O único corredor do Atlanta foi Larvell Blanks, que bateu um simples na quarta entrada e foi eliminado em uma dupla jogada.
Welch venceu a World Series de 1981, seu primeiro título, quando os Dodgers derrotaram os Yankees em seis jogos.
Em 1983, Welch se tornou o sexto arremessador a lançar um jogo completo sem permitir corridas e a bater um home run solo para a única corrida de sua equipe. Esse feito não foi repetido até Noah Syndergaard fazê-lo em 2019.